# Golfo de Nápoles
El golfo de Nápoles (del italiano: Golfo di Napoli) es un golfo del mar Tirreno (mar Mediterráneo) que se encuentra en la costa suroeste de Italia. El golfo toma el nombre de la ciudad de Nápoles, capital de la región de la Campania. Al norte, incluye completamente el golfo de Pozzuoli (entre Cabo Miseno y Cabo Posillipo). Entre los lugares destacables encontramos la antigua ciudad romana de Pompeya y el volcán Vesubio, situado al este del golfo. Al sur, cierra el golfo, la península sorrentina, cuya principal ciudad es Sorrento; esta península separa al golfo de Nápoles del golfo de Salerno.
El golfo está limitado por las islas de Capri, Isquia y Procida. La región es un importante destino turístico en Italia por las ruinas romanas cercanas de Pompeya y Herculano, destruidas durante la erupción del Vesubio del año 79 d. C.

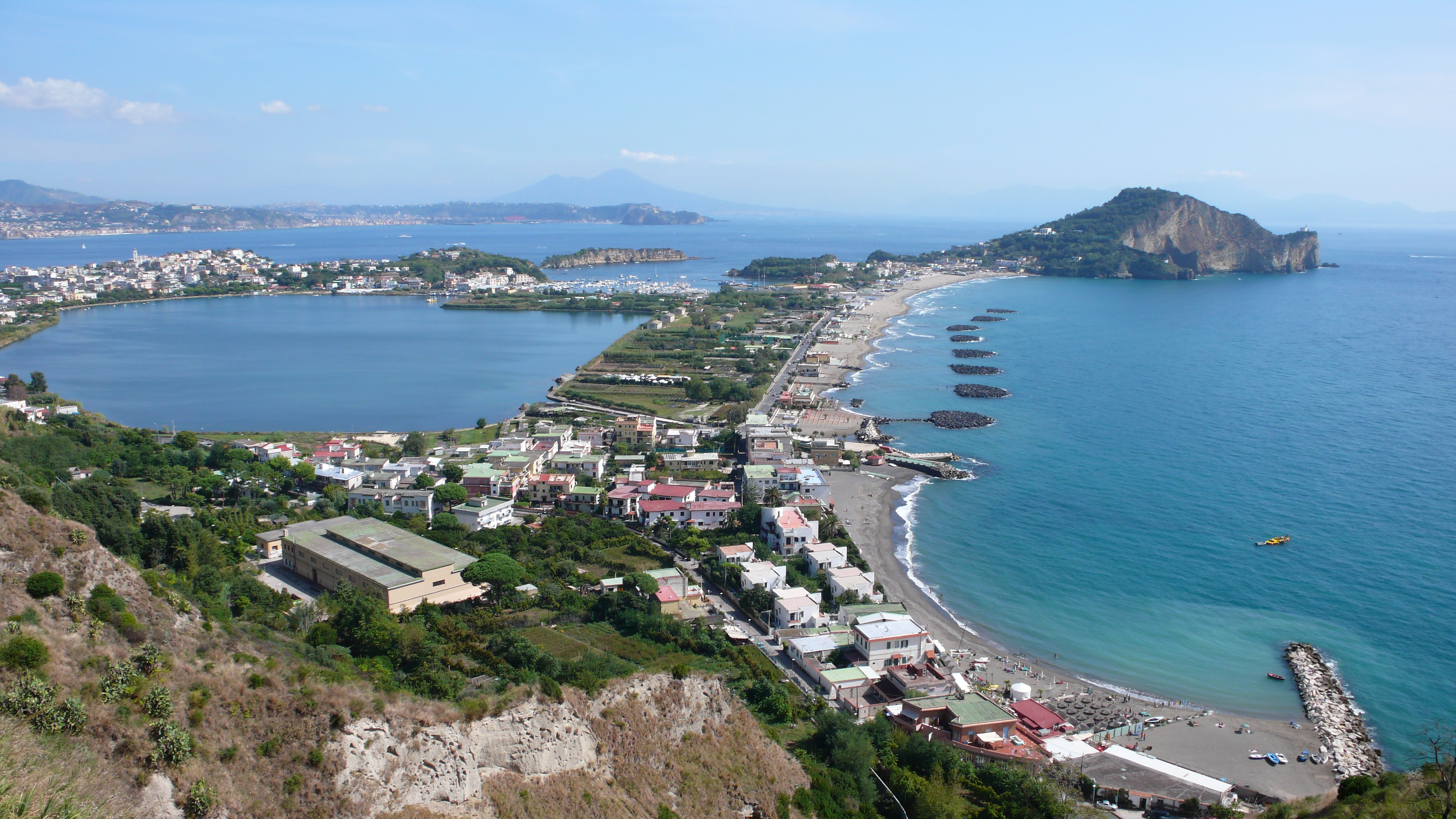
La costa flégrea.
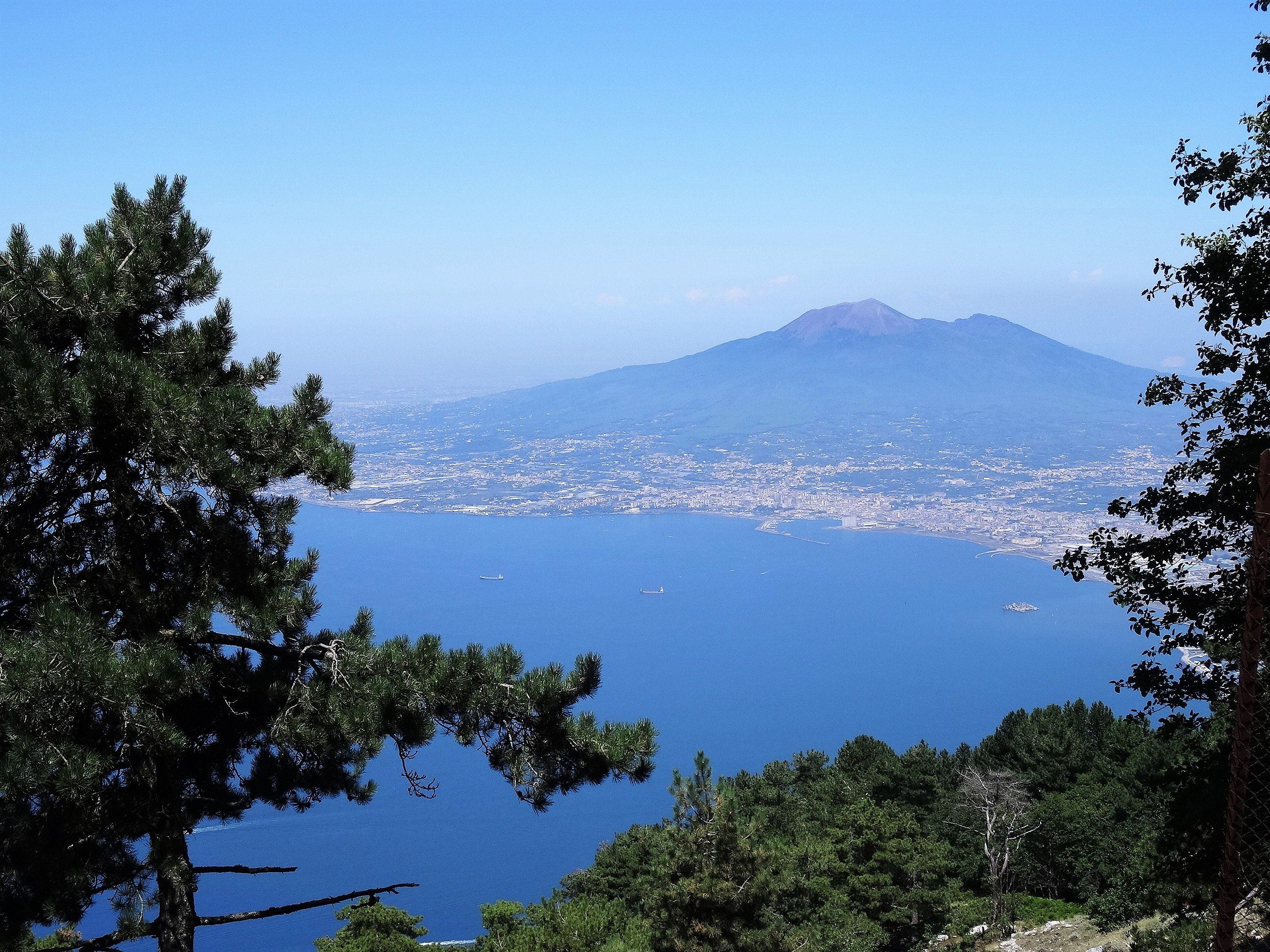
El golfo visto desde Castellammare di Stabia.
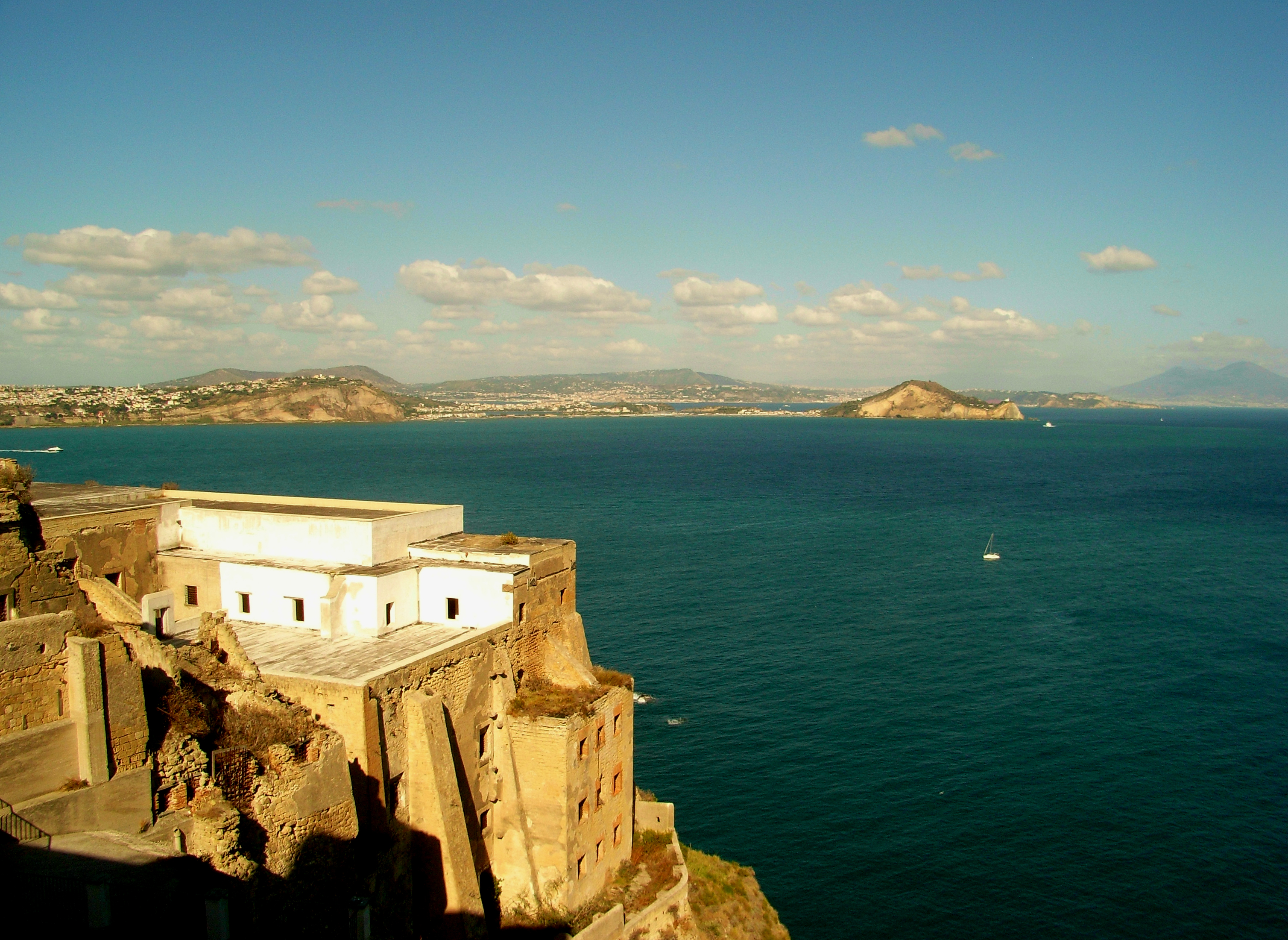
Vista del golfo de Nápoles y el de Pozzuoli.
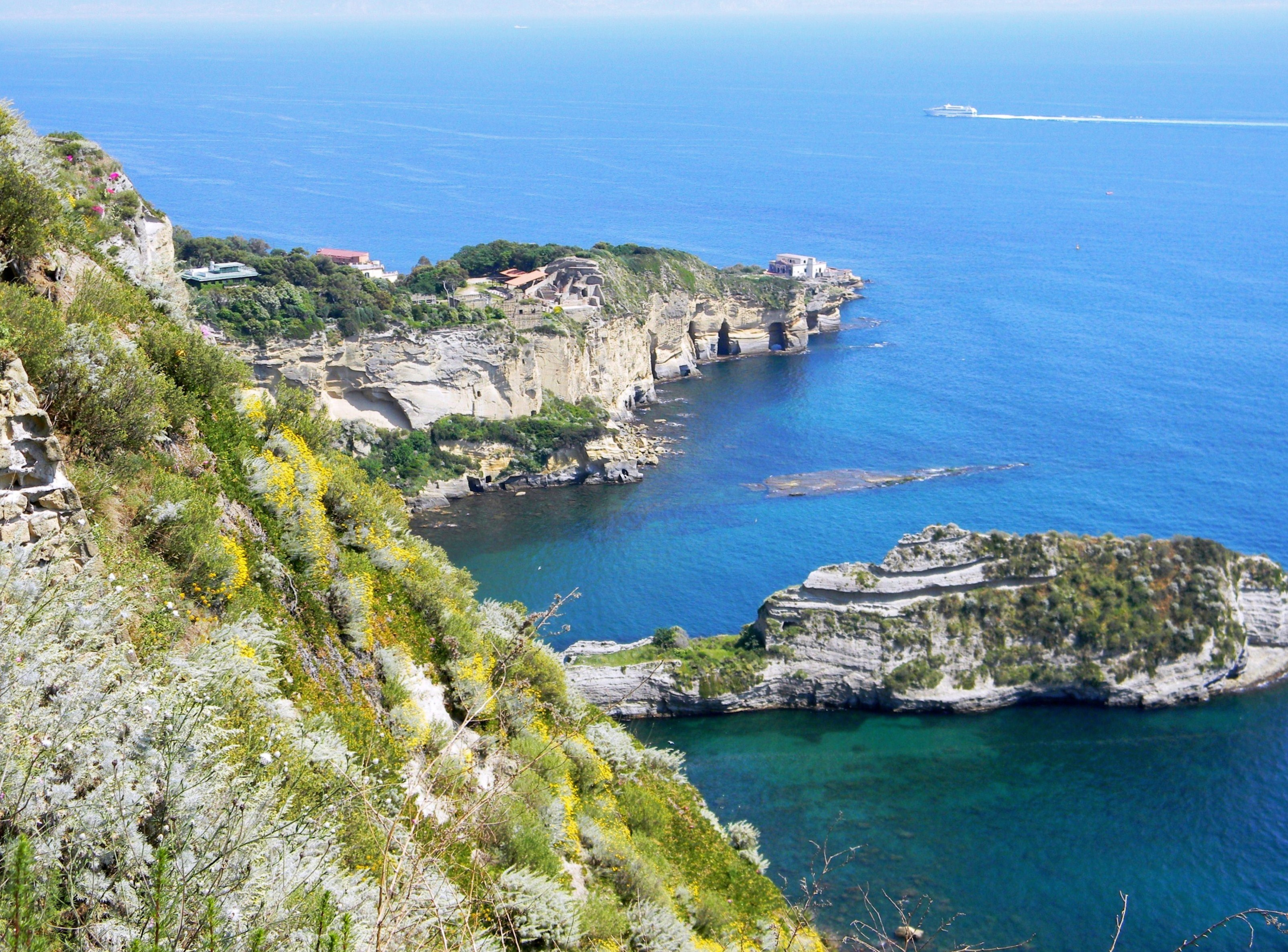
Bahía de Trentaremi en Nápoles.
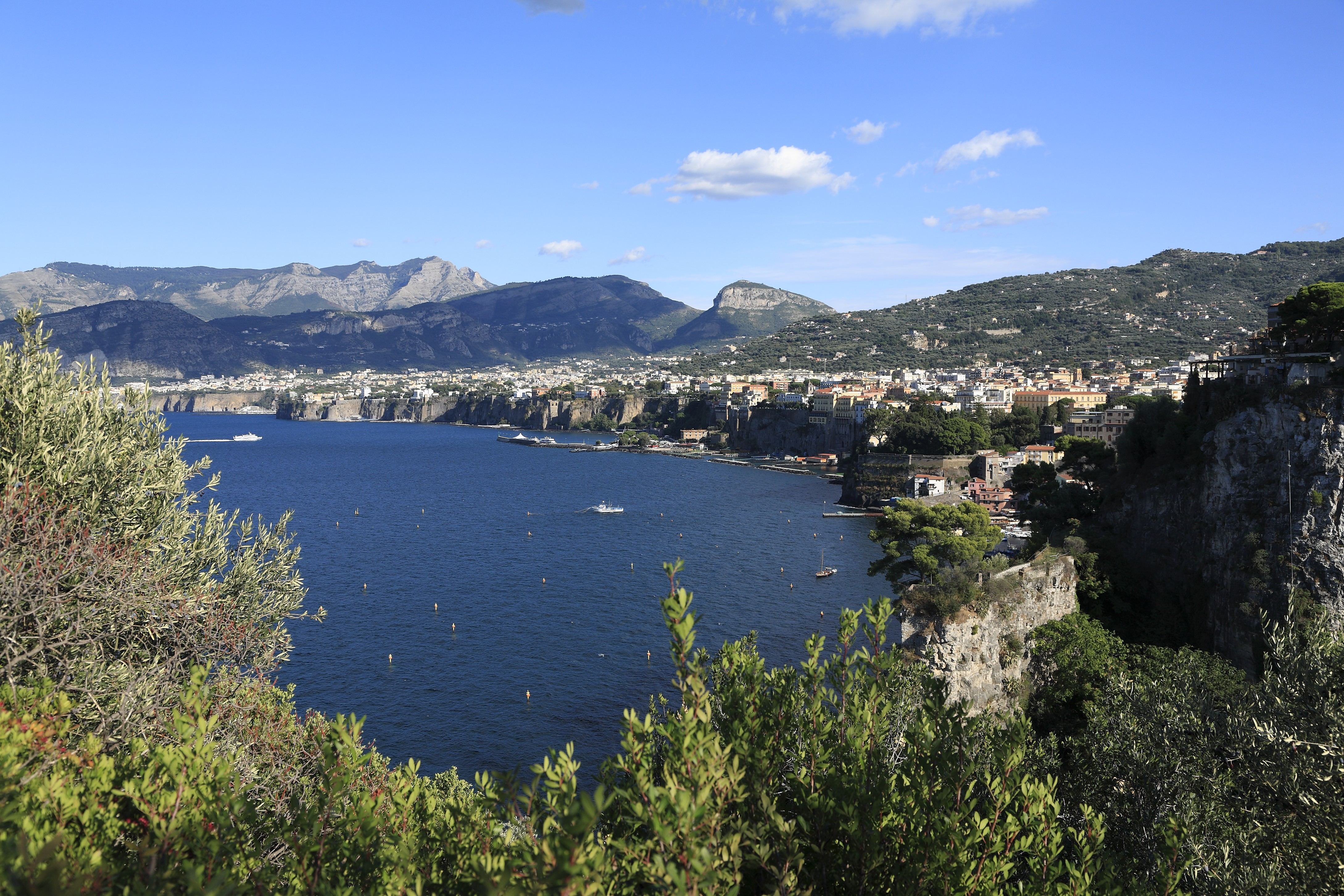
Costa sorrentina.
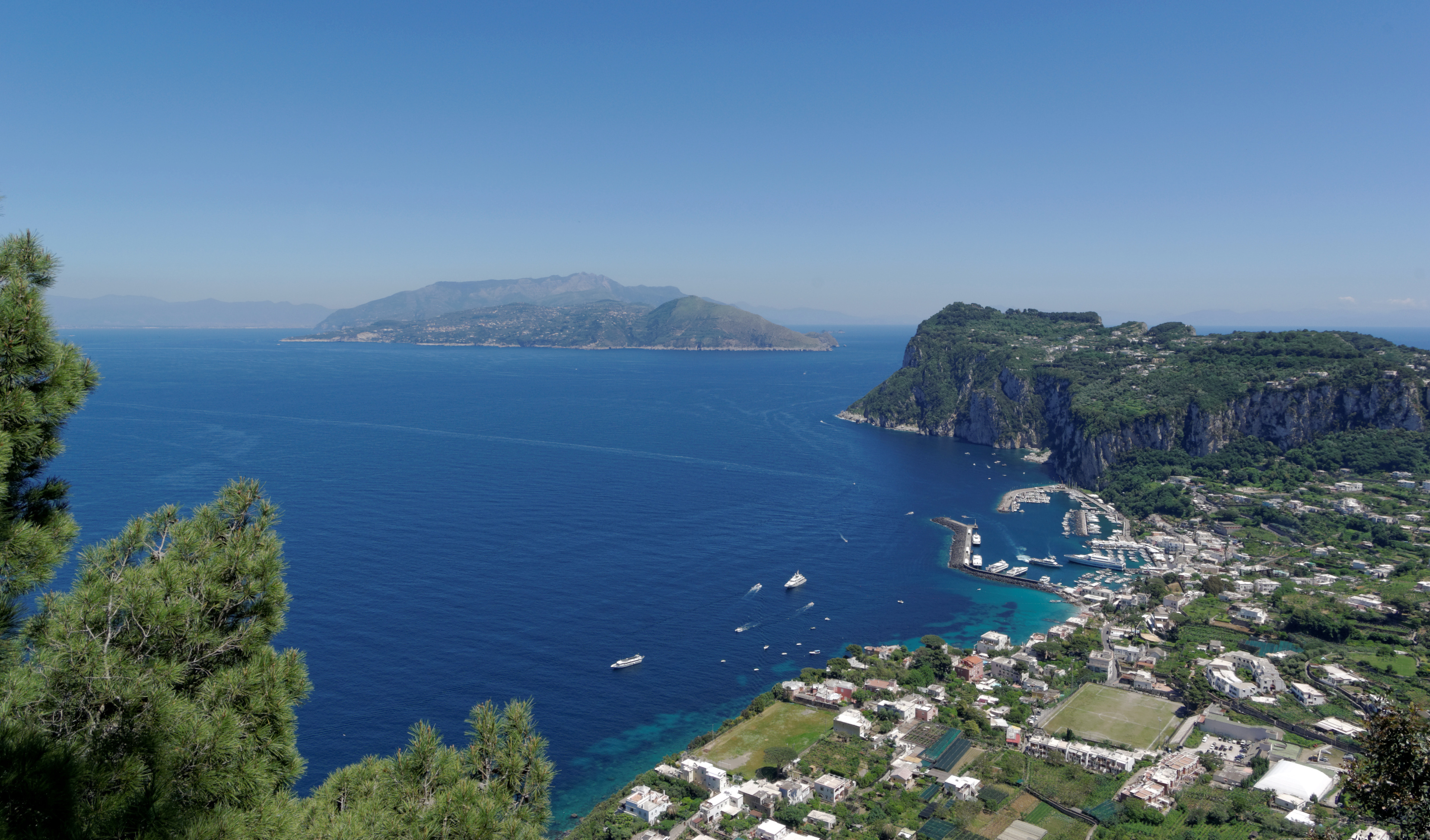
Vista del golfo desde Capri.